# CAST5
CAST5 (o CAST128) és un algorisme de xifratge per bloc utilitzat per diversos programaris de certes versions de PGP i GNU Privacy Guard. Ha estat aprovat al Canadà pel "Communications Security Establishment" per la utilització governamental.
L'algoritme va ser dissenyat el 1996 per Carlisle Adams i Stafford Tavares. Una versió amb una clau més gran, CAST-256 (antic candidat per a AES), es va obtenir a partir de CAST-128. El terme de «CAST» estaria basat en les inicials dels inventors.
CAST-128 està basat en una xarxa de Feistel de 12 o 16 voltes amb un bloc de 64 bits. La mida de la clau varia entre 40 i 128 bits (amb increment de 8 bits). La versió completa amb les seves 16 voltes es fa servir quan la clau és superior a 80 bits. L'arquitectura interna del xifratge comprèn les Caixes-S de 8x32 elements el contingut de les quals prové de funcions anomenades corbes, les rotacions varien segons la clau, les addicions i les subtraccions. Hi ha tres tipus de voltes però no varien més que respecte la tria exacta de l'operador (addició, subtracció o XOR).
Malgrat una patent dipositada per Entrust sobre el disseny de CAST, CAST-128 està disponible arreu sense cost per a aplicacions comercials i no comercials.